# 圭峰镇
圭峰镇，是中华人民共和国江西省上饶市弋阳县下辖的一个乡镇级行政单位。

## 行政区划
圭峰镇下辖以下地区：
中屋村、流口村、大塘村、宝石村、招宾村、上张村、箭竹村、蒋坊村、桥畈村、罗家村、邹山村、圭峰村和圭峰果圆场生活区。